# Ligne Jōetsu
La ligne Jōetsu (上越線, Jōetsu-sen) est une ligne ferroviaire au Japon. Elle relie la gare de Takasaki dans la préfecture de Gunma à celle de Miyauchi dans la préfecture de Niigata. La ligne fait partie du réseau de la East Japan Railway Company (JR East).
La ligne permet de relier la région de Kantō à celle de Niigata, mais elle a perdu en importance avec l'ouverture de la ligne Shinkansen Jōetsu en 1982.

## Origine du nom
Le nom Jōetsu (上越) est l'assemblage du premier kanji des anciennes provinces de Kōzuke (上野国) et d'Echigo (越後国), qui sont traversées par la ligne.

## Histoire
La première section de la ligne ouvre par étape entre 1920 et 1925 entre les gares de Miyauchi et d'Echigo-Yuzawa. La section entre Shinmaebashi et Minakami est mise progressivement en service de 1921 à 1928. L'ouverture du tunnel de Shimizu en 1931 permet de relier Echigo-Yuzawa et Minakami.

## Caractéristiques

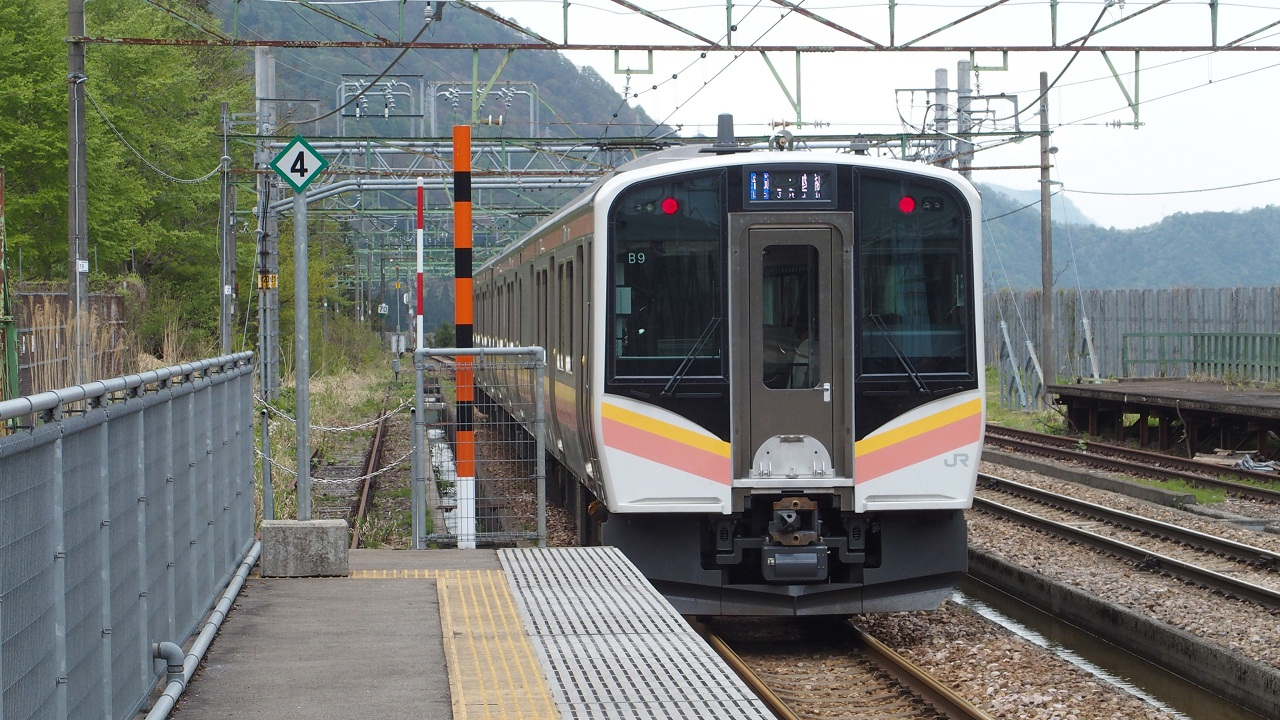
La ligne à Tsuchitaru.

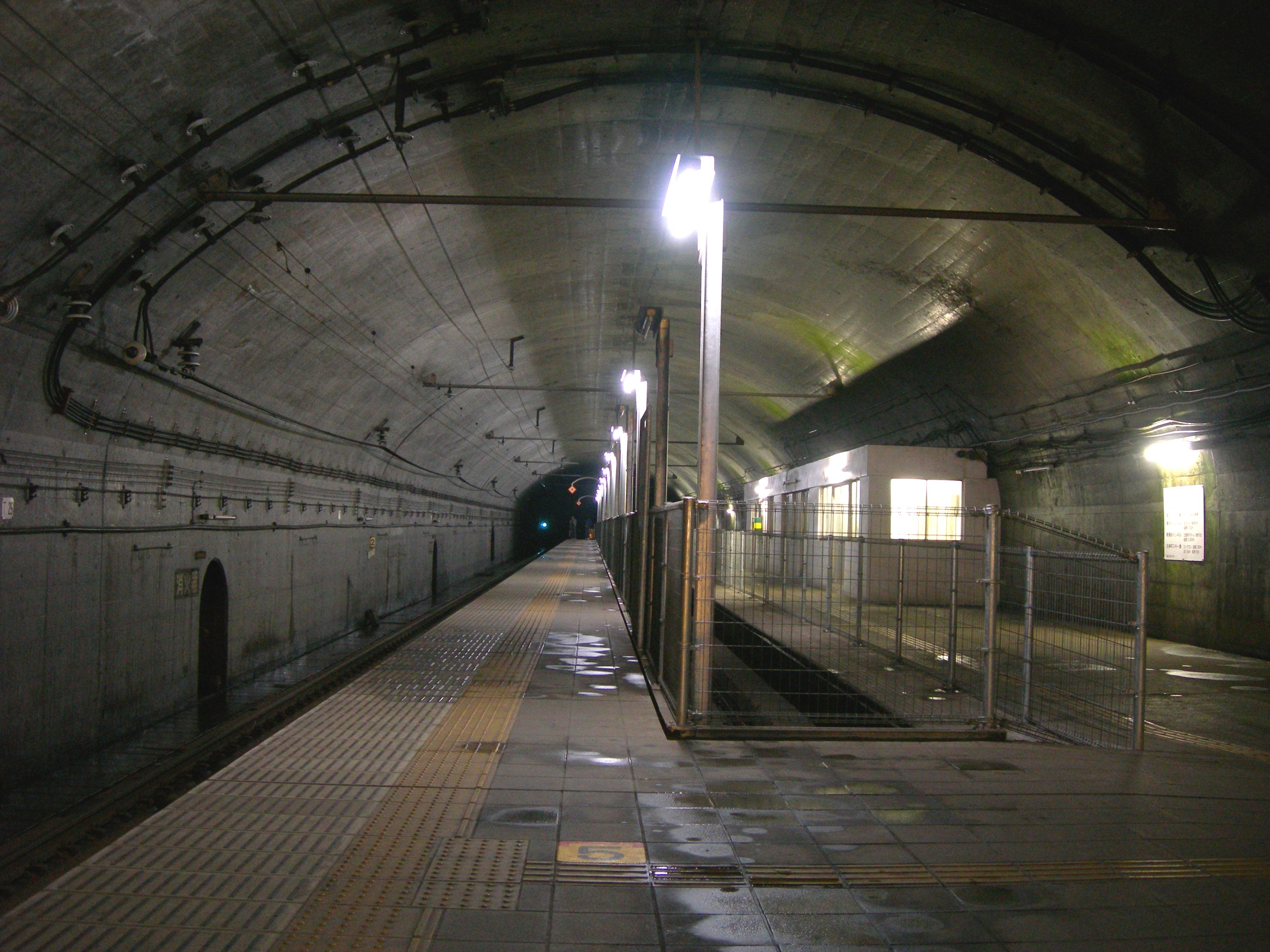
La gare souterraine de Doai.

### Ligne
- Longueur : 162,6 km
- Écartement : 1 067 mm
- Alimentation : 1 500 Vcc par caténaire

### Tracé
|  |

### Liste des gares
La ligne Jōetsu comporte 34 gares. A noter que le court tronçon emprunté par les Shinkansen entre Echigo-Yuzawa et Gala Yuzawa fait officiellement partie de la ligne.
| Gare                       | Nom japonais       | Distance depuis Takasaki (km) | Correspondances | Localisation | Localisation          |
| -------------------------- | ------------------ | ----------------------------- | --- | ------------ | --------------------- |
| Takasaki                   | 高崎               | 0                             | JR East Shinkansen : Jōetsu, Hokuriku JR East : Hachikō, Shin'etsu, Takasaki (interconnexion) Jōshin Electric Railway : Jōshin | Takasaki     | Préfecture de Gunma   |
| Takasakitonyamachi         | 高崎問屋町         | 2,8                           | | Takasaki     | Préfecture de Gunma   |
| Ino (ja)                   | 井野               | 4,0                           | | Takasaki     | Préfecture de Gunma   |
| Shin-Maebashi              | 新前橋             | 7,3                           | JR East : Ryōmō (interconnexion)                                                                                               | Maebashi     | Préfecture de Gunma   |
| Gumma-Sōja                 | 群馬総社           | 12,1                          | | Maebashi     | Préfecture de Gunma   |
| Yagihara                   | 八木原             | 17,7                          | | Shibukawa    | Préfecture de Gunma   |
| Shibukawa                  | 渋川               | 21,1                          | JR East : Agatsuma (interconnexion)                                                                                            | Shibukawa    | Préfecture de Gunma   |
| Shikishima                 | 敷島               | 27,5                          | | Shibukawa    | Préfecture de Gunma   |
| Tsukuda (ja)               | 津久田             | 30,5                          | | Shibukawa    | Préfecture de Gunma   |
| Iwamoto                    | 岩本               | 36,3                          | | Numata       | Préfecture de Gunma   |
| Numata                     | 沼田               | 41,3                          | | Numata       | Préfecture de Gunma   |
| Gokan                      | 後閑               | 46,5                          | | Minakami     | Préfecture de Gunma   |
| Kamimoku                   | 上牧               | 53,6                          | | Minakami     | Préfecture de Gunma   |
| Minakami                   | 水上               | 59,0                          | | Minakami     | Préfecture de Gunma   |
| Yubiso                     | 湯檜曽             | 62,7                          | | Minakami     | Préfecture de Gunma   |
| Doai                       | 土合               | 69,3                          | | Minakami     | Préfecture de Gunma   |
| Tsuchitaru                 | 土樽               | 80,1                          | | Yuzawa       | Préfecture de Niigata |
| Echigo-Nakazato            | 越後中里           | 87,4                          | |              | Préfecture de Niigata |
| Iwappara-Sukī-jō-mae       | 岩原スキー場前     | 91,1                          | |              | Préfecture de Niigata |
| Echigo-Yuzawa              | 越後湯沢           | 94,2                          | JR East Shinkansen : Jōetsu branche pour Gala Yuzawa                                                                           |              | Préfecture de Niigata |
| Ishiuchi                   | 石打               | 100,6                         | | Minamiuonuma | Préfecture de Niigata |
| Ōsawa                      | 大沢               | 104,6                         | | Minamiuonuma | Préfecture de Niigata |
| Jōetsu-Kokusai-Sukī-jō-mae | 上越国際スキー場前 | 105,6                         | | Minamiuonuma | Préfecture de Niigata |
| Shiozawa                   | 塩沢               | 107,9                         | | Minamiuonuma | Préfecture de Niigata |
| Muikamachi                 | 六日町             | 111,8                         | Hokuetsu Express : Hokuhoku (interconnexion)                                                                                   | Minamiuonuma | Préfecture de Niigata |
| Itsukamachi                | 五日町             | 118,4                         | | Minamiuonuma | Préfecture de Niigata |
| Urasa                      | 浦佐               | 123,9                         | JR East Shinkansen : Jōetsu | Minamiuonuma | Préfecture de Niigata |
| Yairo                      | 八色               | 127,0                         | | Minamiuonuma | Préfecture de Niigata |
| Koide                      | 小出               | 132,2                         | JR East : Tadami | Uonuma       | Préfecture de Niigata |
| Echigo-Horinouchi          | 越後堀之内         | 134,7                         | | Uonuma       | Préfecture de Niigata |
| Kita-Horinouchi            | 北堀之内           | 138,1                         | | Uonuma       | Préfecture de Niigata |
| Echigo-Kawaguchi           | 越後川口           | 142,8                         | JR East : Iiyama | Nagaoka      | Préfecture de Niigata |
| Ojiya                      | 小千谷             | 149,4                         | | Ojiya        | Préfecture de Niigata |
| Echigo-Takiya              | 越後滝谷           | 156,6                         | | Nagaoka      | Préfecture de Niigata |
| Miyauchi                   | 宮内               | 162,6                         | JR East : Shin'etsu (interconnexion)                                                                                           | Nagaoka      | Préfecture de Niigata |

## Materiel roulant

### Trains locaux

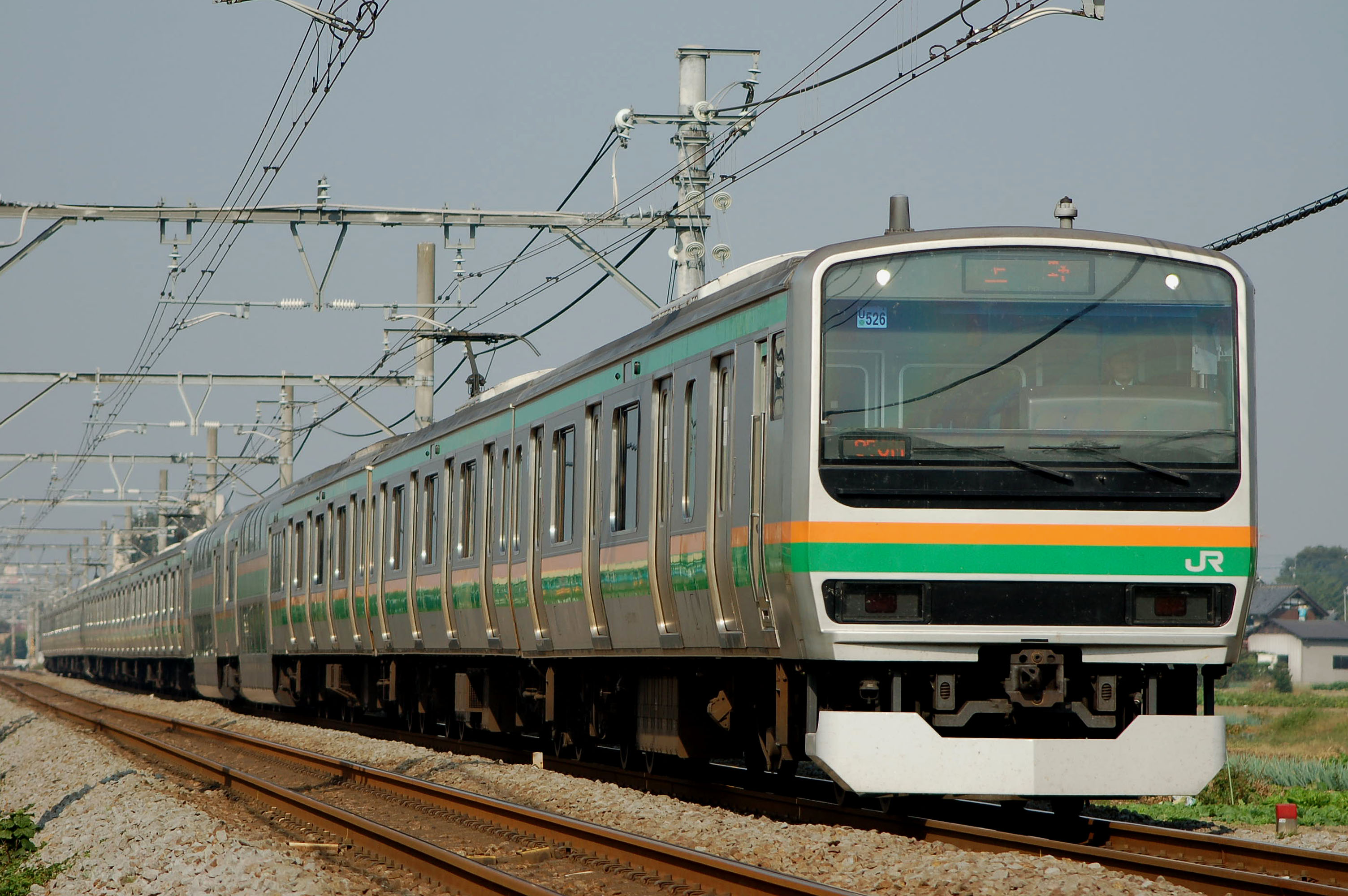
JR East série E231.
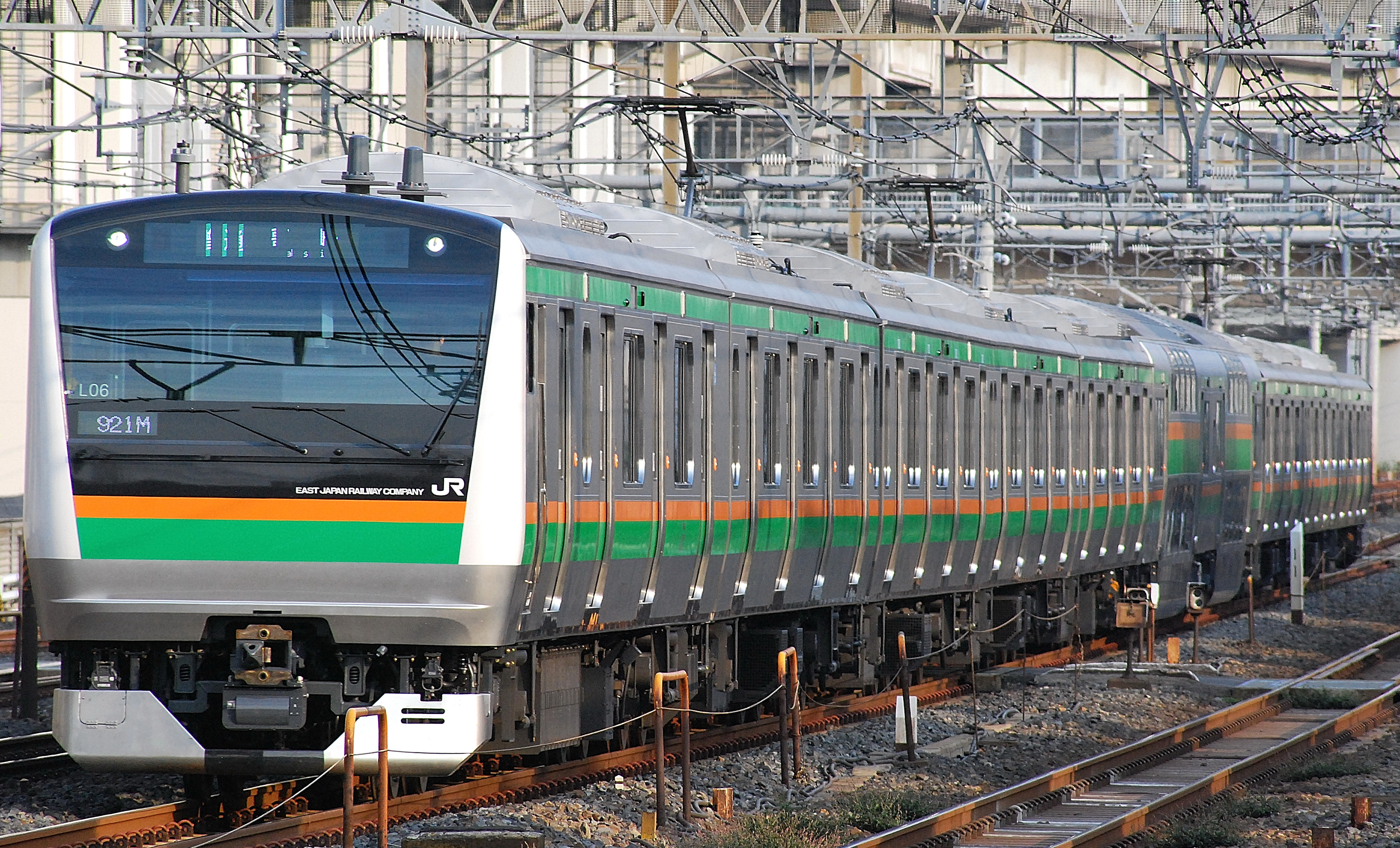
JR East série E233.
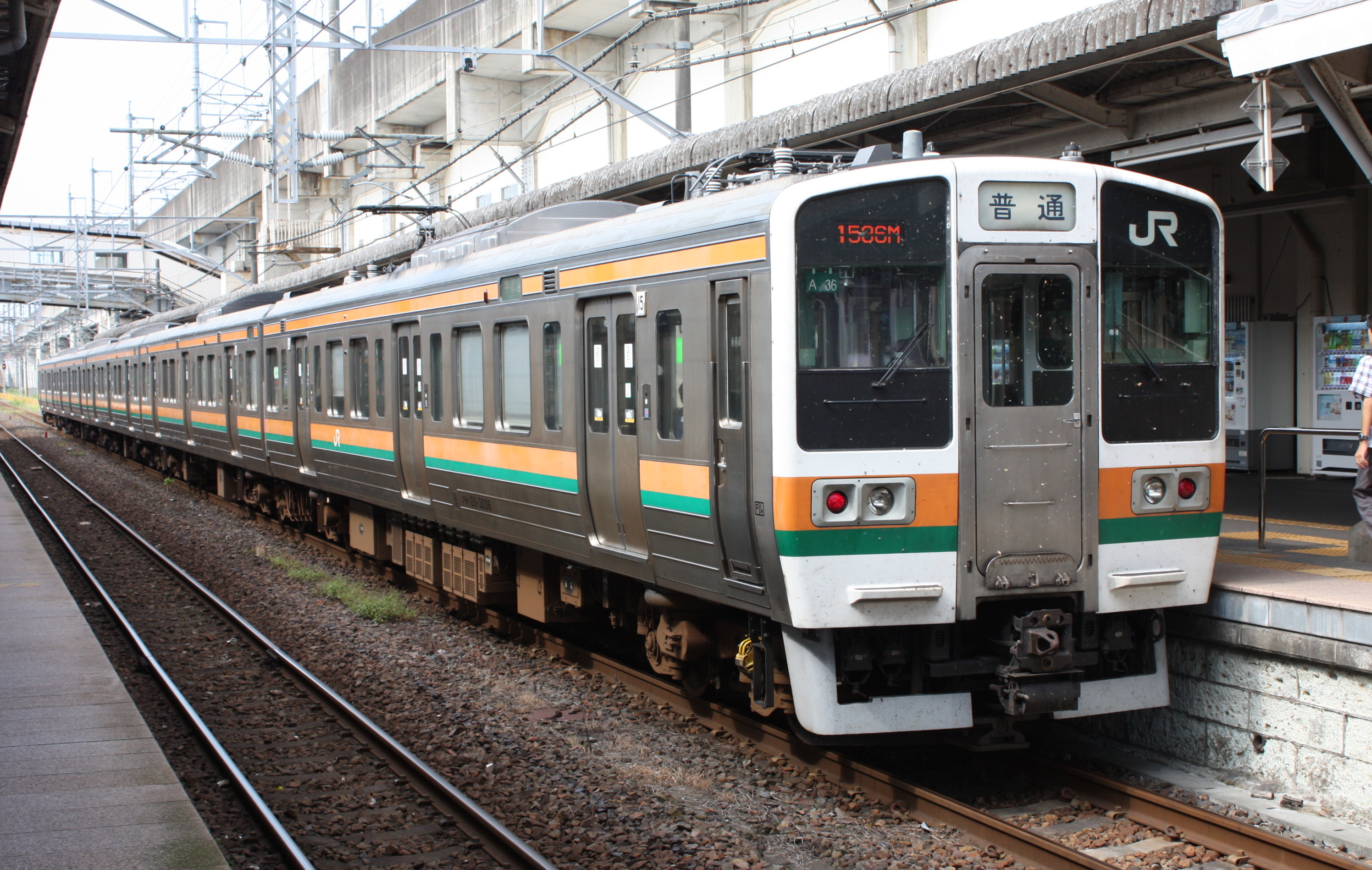
JR East série 211.
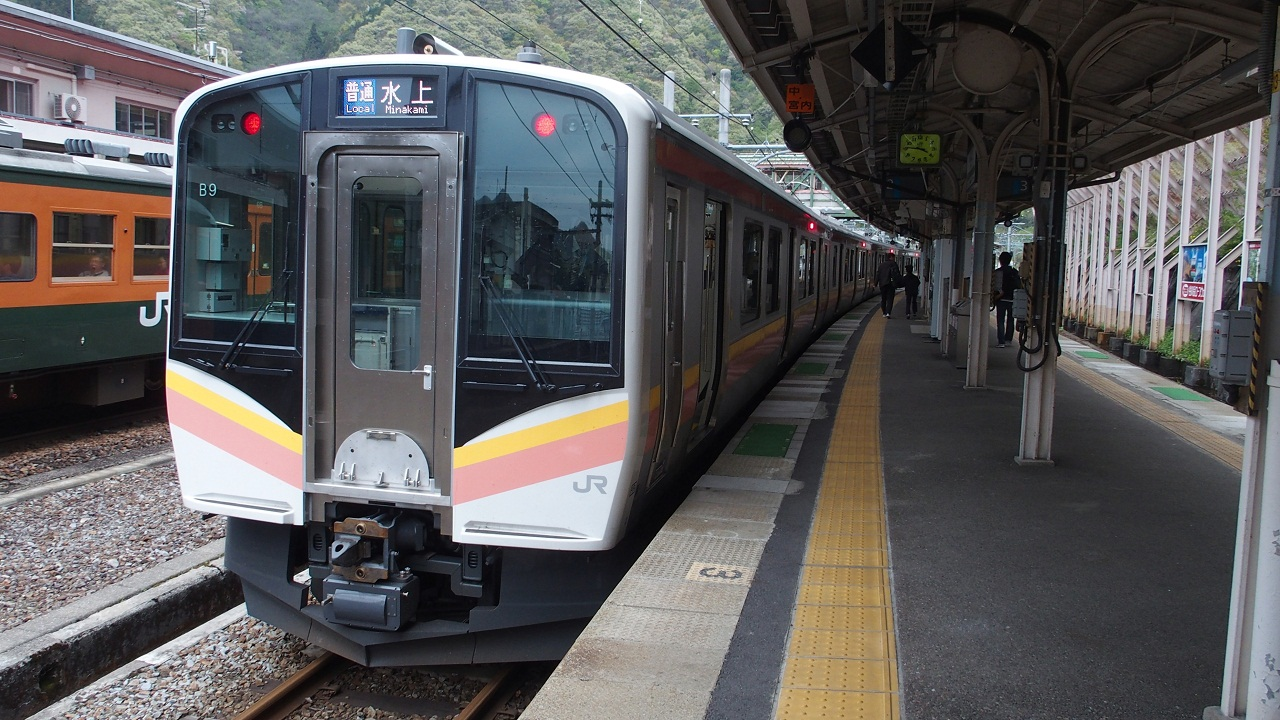
JR East série E129.
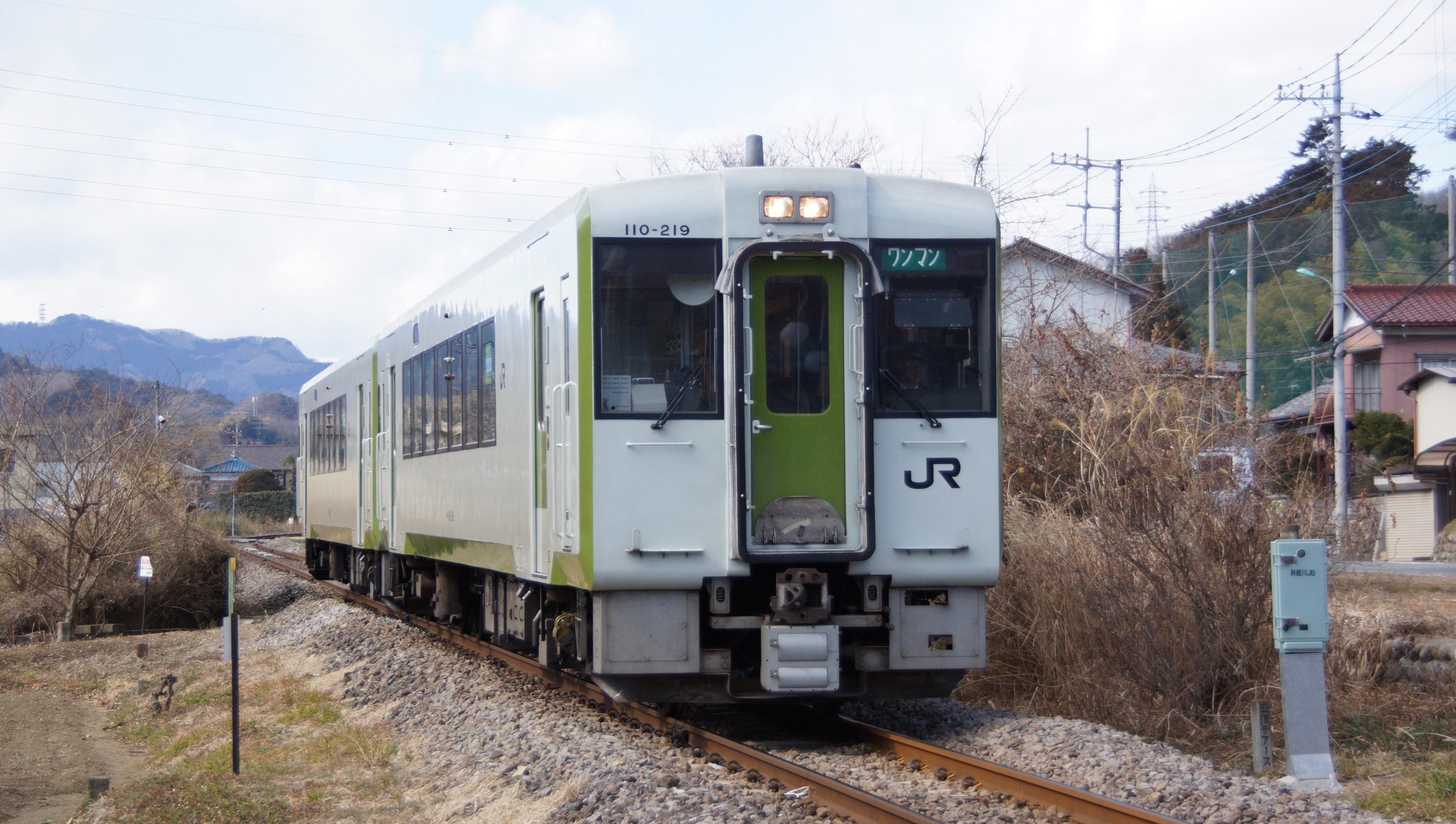
JR East Kiha 110.
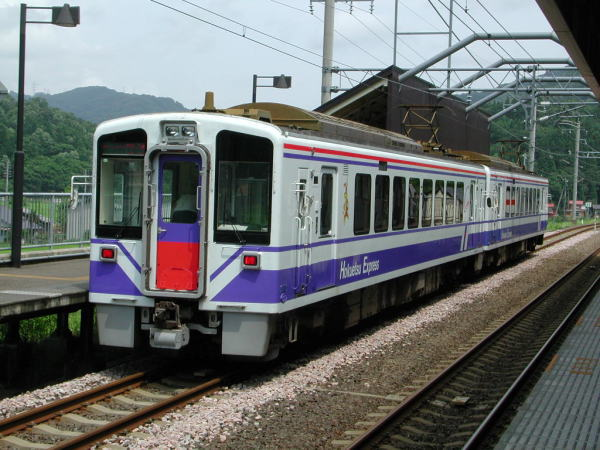
Hokuetsu Express HK100.

### Trains Limited Express

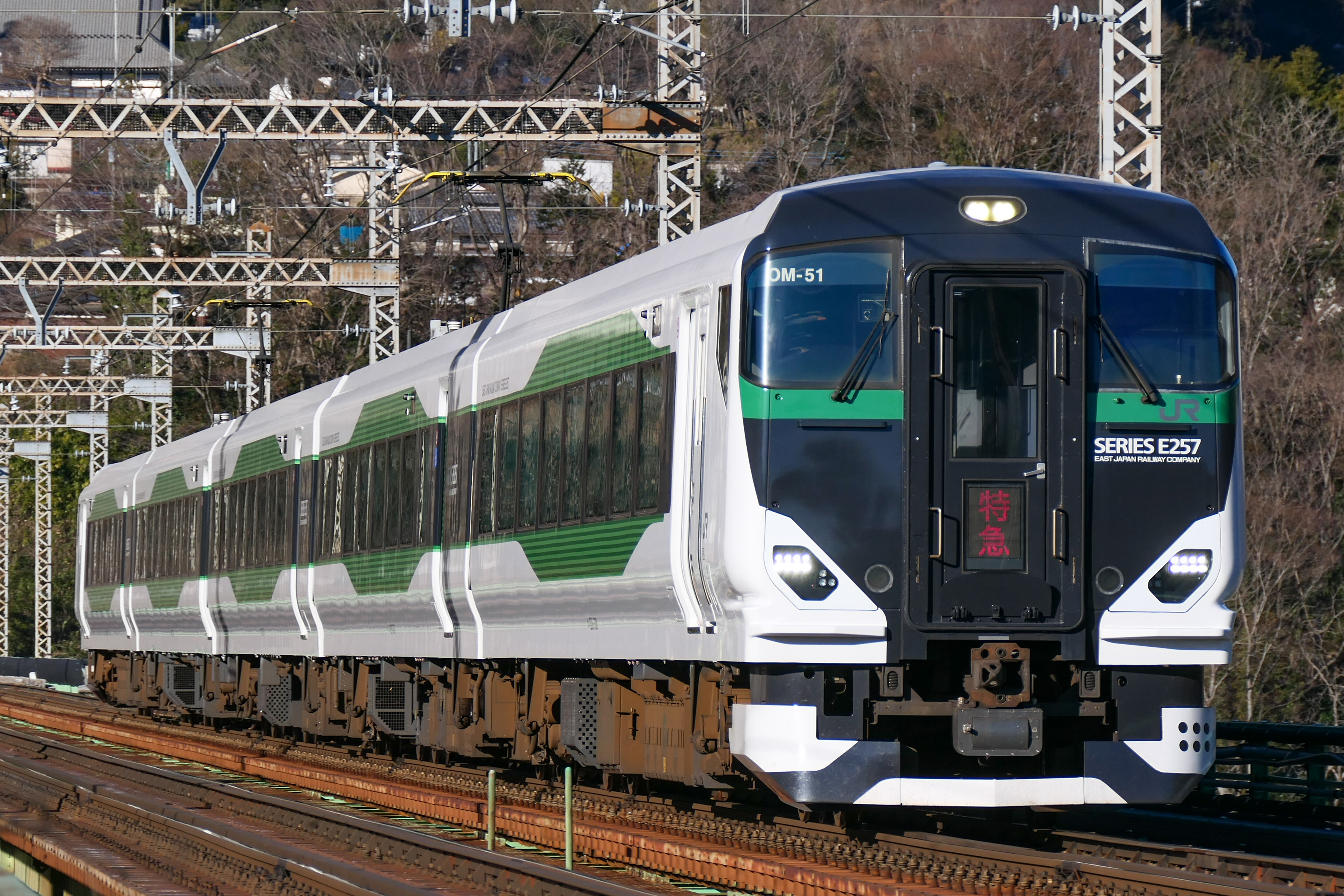
JR East série E257-5550 Kusatsu/Shima.

### Trains touristiques

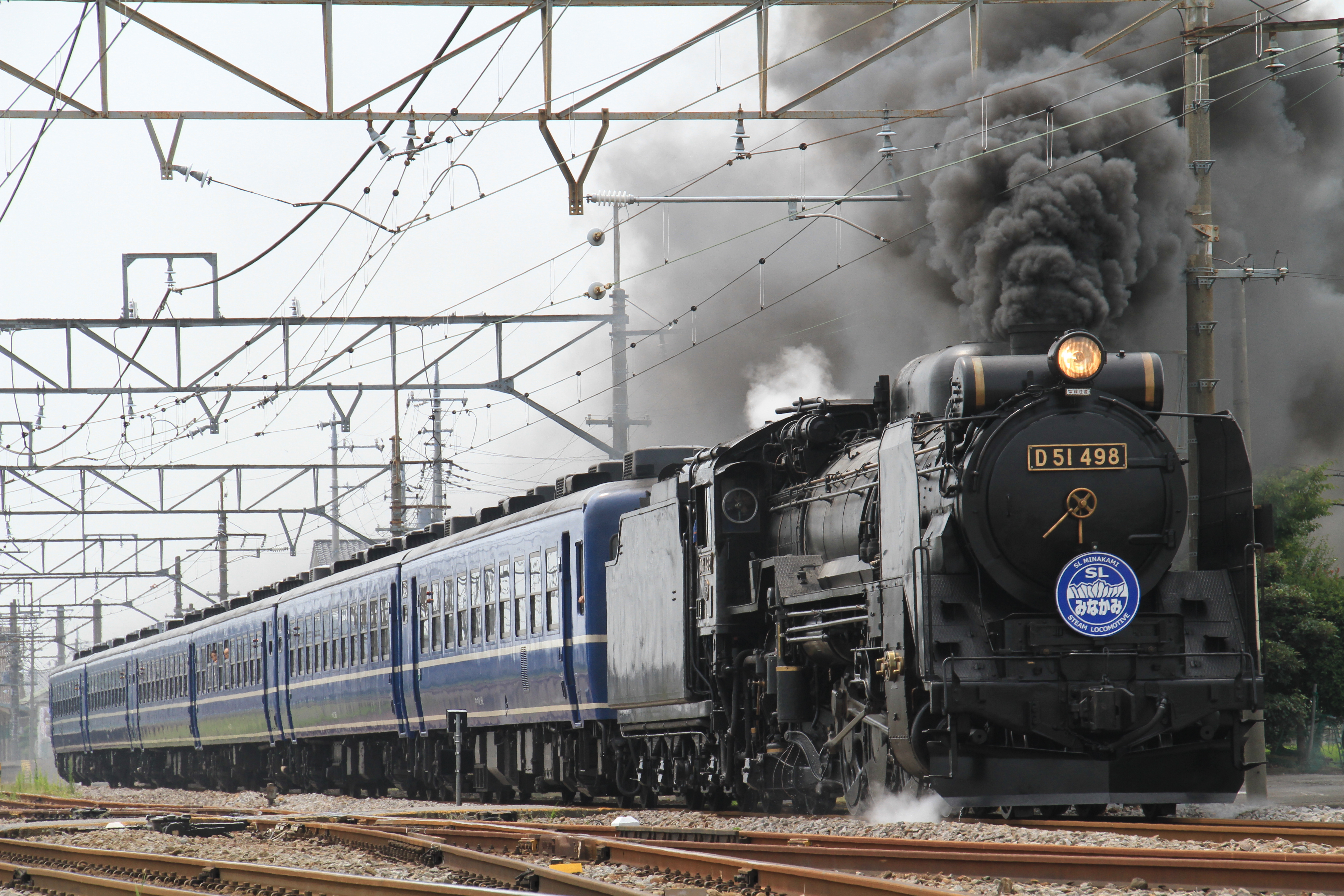
SL Minakami.